# Chocolate Factory
Chocolate Factory – siódmy album wykonawcy R&B R.Kelly’ego, wydany 18 lutego 2003 przez wytwórnie Jive Records. Album promowało osiem singli.

## Lista utworów

### Płyta pierwsza - Chocolate Factory
1. „Chocolate Factory” - 3:50
2. „Step in the Name of Love” - 5:42
3. „Heart Of A Woman” - 4:31
4. „I'll Never Leave” - 3:45
5. „Been Around The World (feat. Ja Rule)” - 4:05
6. „You Made Me Love You” - 4:34
7. „Forever” - 4:06
8. „Dream Girl” - 3:57
9. „Ignition” - 3:16
10. „Ignition (Remix)” - 3:06
11. „Forever More” - 3:33
12. „You Knock Me Out” - 4:10
13. „Step in the Name of Love (Remix)” 7:12
14. „Imagine That” - 4:38
15. „Showdown (feat. Ronald Isley)” - 7:54
16. „Snake (feat. Big Tigger)” - 4:51
17. „Apologies Of A Thug” - 4:26 * Tylko w edycji limitowanej
18. „Who's That (feat. Fat Joe)” - 3:33 *Tylko w edycji limitowanej

### Płyta druga - Loveland
1. „Loveland” - 4:27
2. „What Do I Do” - 3:35
3. „Heaven I Need a Hug” - 5:12
4. „The World's Greatest” - 4:37
5. „Far More” - 3:26
6. „Raindrops” - 3:55